# Robin Hood
 For alternative betydninger, se Robin Hood (flertydig). (Se også artikler, som begynder med Robin Hood)
Robin Hood (eller Robyn Hode) er en berømt skikkelse fra engelsk folketradition. Hans eksistens kan ikke verificeres, selv om det har været forsøgt mange gange.

## Røveren
Det siges, at Robin Hood levede sammen med sine venner (the merry men) i skoven efter at han var blevet dømt fredløs for ulydighed mod myndighederne. Der findes flere fortællinger om de bedrifter, han skal have udrettet; han støttede de undertrykte, og at han fortsatte sin modstand mod øvrigheden efter sin dom. Han ’’stjal fra de rige og gav til de fattige’’. Han var dygtig i brugen af bue og andre våben. Hans lige som bueskytte var hverken set før eller siden.
I nogle fortællinger bliver han forbundet med en kæreste. Hendes navn er sædvanligvis Marian, skønt hun nogle gange også er blevet kaldt Mary eller Maud. Mange mener, de blev gift, andre mener, hun døde. Fortællingerne om ham har appelleret til folket, der har anset ham som en mand som dem selv, der kæmpede mod uretfærdighed og hjalp de svage.

## De ældste kilder
Den ældste beretninger om Robin Hood er Robin Hood og munken (talkyng of the monke and Robyn Hode). Den kendes fra en manuskript fra omkring 1450. Et længere digt, A Gest of Robyn Hode, blev ca. 1495-1590 trykt i mindst syv oplag. De fleste af hovedelementerne beskrives allerede i dem: Robin er fredløs, en eminent bueskytte og de svages beskytter.
Fra slutningen af 14. årh. findes en lang række allusioner til Robin Hood i engelsk litteratur. Den ældst kendte omtale af folkelitteratur om Robin Hood findes i B-redaktionen af William Langlands digt Piers Plowman fra ca. 1377, hvori det hedder:
| Originaltekst | Oversættelse |
| --- | --- |
| I can not parfitly my Paternoster as the preest it syngeth But I can rymes of Robyn Hood and Randolf Erl of Chestre. | Jeg kan ikke helt mit fadervor, sådan som præsten synger det Men jeg kender versene om Robin Hood og Randolph, Jarl af Chester. |

Robin Hood var allerede i 1261/1262 betegnelsen for en fredløs. Der er omkring to hundrede år mellem de første spor af traditionen og de ældste bevarede folkelitterære kilder.
I renæssancen holdt man festivaler, hvor man klædte sig som Robin Hood og hans venner. Selv de kongelige medvirkede til disse fester.

## Fornyelsen af traditionen
Fra omkring Elizabeth I's regeringstid blev der skrevet teaterstykker, hvori Robin Hood optrådte. Senere blev han også en vigtig litterær skikkelse, og han var både hovedperson og biperson i mange bøger, også for børn. Med tiden bliver han især anset som en velgører, der hjalp almuen og tugtede de store. Men efter udgivelsen af sir Walter Scotts Ivanhoe er han også blevet til et symbol på striden mellem angelsaksere og normannere i højmiddelalderens England.

## Den virkelige Robin Hood
Det er blevet gjort mange forsøg på at finde baggrunden for Robin Hood. Flere har hævdet, at han har levet. Mens andre mener det modsatte. I den prestigetunge Dictionary of National Biography står en biografi om Robin Hood, som forklarer, at han aldrig har eksisteret.
Det første kendte forsøg på anbringe den traditionelle Robin Hood i en historisk sammenhæng er i Andrew of Wyntouns Orygynale Cronykil of Scotland fra 1420, hvor Robin og Lille John omtales 1283–1285 i Edward I's regeringstid, og deres aktiviteter henlægges til Inglewood (Cumberland) og Barnsdale (sydvest Yorkshire).
Omkring tyve år senere mener en anden skotte, Walter Bower, i sin videreførelse af John of Forduns Scotichronicon, at Robin Hood var en ’’berømt morder; som den dumme befolkning er så overordentlig glad for at hylde både i tragedie og komedie’’ og tidsfæstede ham til 1266. Bower placerede hermed Robin blandt de adelsmænd, som blev frataget deres privilegier og rettigheder efter slaget ved Evesham i 1265.
Den tredje tidsfæstelse var af en anden skotte, John Major. I sin Historia Maioris Britanniæ fra 1521 omtaler han Robin Hood 1193–1194 mens Richard Løvehjerte blev holdt i fangenskab efter sin deltagelse i et korstog.
Ingen af de tre gav nogen begrundelse eller henvisninger, som støttede deres dateringer, men den sidste blev den mest accepterede, og i den moderne tradition er Robin Hood uløseligt knyttet til Richard Løvehjerte og Johan uden land. Og Sherwoodskoven i Nottinghamshire blev alment kendt som hans hjemsted; Barnsdale i South Yorkshire var længe regnet som et muligt sted, og i nogle versioner blandes de to, og Sheriffen af Nottingham optræder i Barnsdale, et område, hvor han ikke har haft nogen myndighed.
I den senere tid har flere forskere prøvet at finde oprindelsen til fortællingerne andre steder, og nogle har gået ud fra, at de kan være baseret på flere forskellige hændelser og elementer, som oprindeligt ikke var relaterede. Måske er Robin Hood derfor ikke baseret på én, men på flere lignende personer.
I 2009 fandt den britiske kunsthistoriker Julian Luxford et interessant notat i et eksemplar af Ranulf Higdons Polychronicon. Notatet, der menes at være skrevet af en britisk munk omkring 1460, lyder:

På den tid hjemsøgte en lovløs mand ved navn Robin Hood og hans medsammensvorne Sherwood og andre lovlydige dele af England med konstante røverier.

Passagen føjer sig til en lang tradition for negative vurderinger af folkelitteraturen om Robin Hood, som allerede ses i Langlands berømte omtale af rim om Robin Hood, idet ordene dér er lagt i munden på en sognepræst ved navn Ladhed (Sloth). Når det nyligt opdagede notat anbringer Robin Hoods aktiviteter i Edward I's tid, falder det godt i tråd med A Gest of Robyn Hode, idet kongen her omtales som vores nydelige kong Edward. Wyntoun henfører da også Robins aktiviteter til den senere del af Edward I's regeringstid.
Eksemplaret af Polychronicon blev fundet i kostskolen Etons bibliotek.
Der har gennem tiden navnlig i 19. årh. været gjort mange forsøg på at udlægge Robin Hood-figuren som et relikt af førkristen frugtbarhedskult. Argumentet er oftest, at figuren dyrkedes ved majfesterne, som var af førkristen oprindelse. Imidlertid kendes omtaler af majfester i England og Skotland kun fra 1200-tallet og deres eventuelle oprindelse i førkristen kult fortaber sig i tågerne, medens Robin Hood allerede i 1260'erne er en stående betegnelse for en fredløs, kendes referencer til Robin Hood-fester først fra ca. 1430.

## Fremstilling på film og fjernsyn
Der findes 55 film, 15 tegnefilm og 15 Tv-serier om Robin Hood. De fleste følger en fælles version af traditionen, hvor historien er henlagt til Richard Løvehjertes fangenskab, og Johan uden Land havde tilranet sig magten. Disse film har været stærkt medvirkende til at befæste den version, som de fleste mennesker i moderne tid kender til.